# Возвышение Хоруса
«Возвыше́ние Хоруса» (англ. «Horus Rising») — книга Дэна Абнетта в жанре фантастики, действие которой разворачивается во вселенной Warhammer 40,000. Книга относится к категории так называемых сопутствующих товаров, то есть рассчитана, в основном, на фанатов. Роман впервые опубликован издательством Black Library 26 апреля 2006 года. В России книга вышла в 15 сентября 2006 года в переводе Ирины Савельевой.

## Сюжет
Действие книги разворачивается за 10 тысяч лет до временной границы сеттинга Warhammer 40,000 и распространяется на историю Ереси Хоруса, величайшей галактической гражданской войны и предтечи многих событий вселенной Warhammer 40,000. Для возвращения разрозненных человеческих миров под контроль Империума был объявлен Великий крестовый поход. Однако, через некоторое время Император человечества решает отойти от ратных дел и командование кампанией поручает своему самому любимому примарху — Хорусу из Легиона Лунных волков. Получив широчайшие полномочия, Хорус приводит многие миры к согласию.